# Ајландија (Њујорк)
Ајландија (енгл. Islandia) град је у америчкој савезној држави Њујорк.

## Демографија
По попису из 2010. године број становника је 3.335, што је 278 (9,1%) становника више него 2000. године.
| Група             | 2000.         | 2010.         |
| Белци             | 1.870 (61,2%) | 1.690 (50,7%) |
| Афроамериканци    | 376 (12,3%)   | 467 (14,0%)   |
| Азијати           | 185 (6,1%)    | 204 (6,1%)    |
| Хиспаноамериканци | 584 (19,1%)   | 944 (28,3%)   |
| Укупно            | 3.057         | 3.335         |